# Honorowi obywatele miasta Częstochowa
Honorowi Obywatele Miasta Częstochowa – tytuł przyznawany od 1991 roku, przez prezydenta Częstochowy za szczególne osiągnięcia dla miasta. Do tej pory został przyznany pięciu osobom.

## Wyróżnieni
| Honorowi Obywatele Miasta Częstochowa |                  |
| Laureaci:                             | Data nadania:    |
| Jan Paweł II                          | 15 sierpnia 1991 |
| Ryszard Kaczorowski                   | 19 maja 2003     |
| Marie Chaubon i Pierre Chaubon        | 14 czerwca 2008  |
| Zygmunt Rolat                         | 26 stycznia 2012 |